# 세번 스즈키
세번 스즈키(Severn Cullis-Suzuki, 1979년 11월 30일 ~ )는 캐나다의 환경운동가이다. 그녀는 캐나다 브리티시컬럼비아주 밴쿠버에서 나고 자랐다. 그녀의 어머니는 작가인 타라 엘리자베스 스즈키이고, 그의 아버지는 환경운동가인 데이비드 스즈키이며 일본계 캐나다인이다.
스즈키는 1992년에 열린 리우 회의에서 12살의 나이에 환경 문제에 대한 연설을 하여 주목을 받았다.

## 같이 보기
- 그레타 툰베리